# Arwen
Arwen Večernica (izvirno Undómiel)  je izmišljen lik iz Tolkienove mitologije, serije knjig o Srednjem svetu britanskega pisatelja J. R. R. Tolkiena.
Je eldarska kraljična in predstavlja eno izmed pomembnejših oseb v Gospodarju prstanov. 

## Življenjepis
Rojena je bila leta 241 III. Imela je tako sindarske in noldorske kot tudi edainske korenine, tako da jo prištevamo med polviline. Arwen je bila hčerka Elronda in Celebrían, torej po materini strani Galadrielina vnukinja. Imela je tudi dva brata, in sicer Elladana in Elrohirja.
Da bi lahko ostala z Aragornom, se je odpovedala nesmrtnosti. Po njuni poroki je tako postala Kraljica Združenega kraljestva. Umrla je leta 121 v Četrtem veku v starosti 2901 let, potem ko se je le leto po Aragornovi smrti odpovedala življenju. Njuna zgodba - Povest o Aragornu in Arwen - je obširno opisana v dodatku A-III v Gospodarju prstanov.

## Družinsko drevo
```
         
Fingolfin
      
Galdor
     
Thingol
 = 
Melian

             |            |                |
             |            |          (1)   |
          
Turgon
         
Huor
   
Beren
 = 
Lúthien

             |     (2)     |          |
           
Idril
 ======= 
Tuor
        
Dior
 = 
Nimloth

                    |                     |
                    |                -------------
                    |                |           |
                 
Eärendil
 ======== 
Elwing
   
Eluréd in Elurín

                              |
                       ------------------
                       |                |
                     
Elros
            
Elrond
 = 
Celebrían

                       |                     |
               
Númenorski kralji
             |
                       :                     |
                    
Elendil
                  |
                       :                     |
                
Arnorski kralji
              |    
                       :                ---------------
          
Dúnedainski vodje
             |             |
                       :       (3)      |             |
                    
Aragorn
 ========= 
Arwen
  
Elladan in Elrohir

                                |
                            
Eldarion
```

Opomba: Poroke med ljudmi in vilini so oštevilčene.

## Pomen imena in ostali nazivi
Arwen pomeni v sindarščini plemenita devica oz. plemenita ženska. Njen epessë je bil Undómiel, kar pomeni Večernica.
Arwen Undómiel je bila poznana tudi pod nazivi: Arwen Zala, Gospa od Imladrisa in Gospa od Lóriena. 